# General Escobedo
General Escobedo es una ciudad industrial del estado de Nuevo León, forma parte de la zona metropolitana de Monterrey, al noreste de la República Mexicana. 

## Historia
El nombre de la ciudad honra al vencedor de la segunda intervención del imperio francés, el general Mariano Escobedo. El primer dueño de las tierras donde se asienta el municipio fue el capitán José de Treviño, al recibir el 25 de abril de 1604 la merced de parte del Gobernador Diego de Montemayor. Por lo cual el capitán José de Treviño es considerado el fundador. Pero es su hijo José de Ayala el poblador definitivo, al establecer en estas tierras que heredó de su padre, la Hacienda del Topo de San Nicolás Tolentino y que con el tiempo sería conocida con el nombre del Topo de los Ayala o Topo Grande, para no confundirla con el Topo de los González o Topo Chico. 
La hacienda perteneció desde su fundación a la jurisdicción de Monterrey hasta 1830, cuando la estancia de San Nicolás de los Garza es elevada al rango de Villa, quedando en su demarcación. Pero mientras San Nicolás sobresale en todos los órdenes, la Hacienda del Topo de los Ayala va quedando en el olvido, por lo que sus pobladores manifiestan en 1867 su deseo de separarse de San Nicolás, consiguiendo que el gobernador Jerónimo Treviño firme el decreto n.º 15 el 24 de febrero de 1868, creando la Villa de General Escobedo en lo que era la antigua Hacienda del Topo de los Ayala.

## Geografía

#### Orografía
Las elevaciones características del territorio municipal son el cerro del Topo Chico y la sierra del Fraile, originadas en la edad mesozoica constituidas por calizas y lutitas; y pequeñísimas partes del territorio pertenecen a la era mesozoica, período terciario superior y se constituyen de plioceno y conglomerado.
El estado de Nuevo León pertenece a la subprovincia de la Llanura Costera del Golfo Norte, que está incluida en la región conocida como Llanura Costera o Plano Inclinado; uno de los municipios que la conforman en parte es Escobedo, constituido por una gran llanura (lomerío suave con asociaciones de lomerío, bajadas y llanuras) interrumpida por tres elevaciones clasificadas, dentro del sistema de topomorfas, como sierra baja (cerro del Topo Chico) y valle intermontano (sierra del Fraile).
Escobedo presenta pendientes de 40 a 70 % en la sierra del Fraile y en cerro del Topo Chico, con una profundidad del suelo menor de 10 cm. Esto lo hace no apto para vegetación forrajera o forestal.
Las pendientes de 3 a 12 % se presentan en el resto del Municipio con una profundidad de suelos que van desde los 35 a más de 90 cm un régimen de humedad en el rango de semiseco a subhúmedo, con un valor forestal bastante pobre o nulo, y en algunas zonas con salinidad desde moderada hasta intensa.
En cuanto a aptitud territorial para el desarrollo urbano, con posibilidades de urbanización con un menor costo económico y social, se considera la parte sur del Municipio, con áreas medianamente aptas para el desarrollo urbano, con pendientes de 0 a 2%, y aunando a ello la cercanía de las redes generales de infraestructura para la prestación de servicios.

#### Hidrografía
El municipio de Escobedo es atravesado de poniente a oriente por el río Pesquería, mayor afluente del río San Juan, que a su vez es el segundo afluente de importancia del río Bravo. En época de intensas lluvias, que se presentan esporádicamente en la historia de esta región, puede determinarse como zona de riesgo las riberas del mismo.
El régimen hidrológico del Municipio presenta desde este punto de vista una buena expectativa, la cuenca Río Bravo-San Juan es la más importante del Estado.
Sin embargo los estudios realizados sobre la carga orgánica de las aguas del río Pesquería, determinan que existen problemas de primer orden que requieren de un control inmediato. Dentro del Municipio, el río presenta un 5.6 de demanda bioquímica de oxígeno.
La escasa disponibilidad de agua en el área metropolitana de Monterrey, afecta igualmente a Escobedo, cuyo territorio está clasificado, en un gran porcentaje, como sub-explotado desde el punto de vista de su potencial acuífero, esto significa que puede incrementarse la explotación de agua subterránea para cualquier uso, bajo control de la SARH.
En cuanto a permeabilidad, las rocas y suelo del Municipio, casi en su totalidad son suelos aluviales y conglomerados con presencia comprobada de agua, clasificados como material no consolidado con posibilidades altas.
El resto, que entre paréntesis es una pequeña parte, está constituido principalmente por rocas lutílicas o sea material consolidado con posibilidades de permeabilidad bajas. Una pequeña parte de la mancha urbana presenta permeabilidad media en materiales consolidados.

### Clima
El clima de Escobedo se puede situar entre los climas secos (Bso), asociado al tipo de vegetación de los matorrales espinosos y desérticos. La mayor parte del territorio está catalogado como sub-tipo seco cálido con lluvias en verano, precipitación invernal de entre 5 y 10.2%, cálido.
Condición de canícula, una pequeña temporada menos lluviosa; dentro de la estación de lluvias también presenta sequía de medio verano. El porcentaje de lluvia invernal es d
e entre 5 y 10.2 en general con una precipitación anual que oscila entre los 400 y 600 mm; la mayor parte del Municipio presenta una temperatura media anual que fluctúa entre los 20 °C; otra pequeña parte se sitúa entre los 18 y 20 °C en las elevaciones, y el resto, que es una mínima proporción al norte de su territorio se presenta en el rango de entre 17 °C y 18 °C.
En cuanto a humedad, es bastante baja y se deriva de los factores antes mencionados y de la influencia de vientos secos en la zona, esta sequedad es un poco suavizada por los vientos alisios que le proporcionan humedad en cierta medida. La frecuencia de heladas es de aproximadamente 10-20 días al año y el granizo es un fenómeno bastante distante de presentarse de 0 y 2 días.

### Ecosistema
La vegetación es característica del semi-desierto del Noreste de México. Existe una abundancia de plantas xerófitas y de matorral (anacahuita, huizache, cenizo, etc.). La fauna es de coyotes, víboras, gato montés, urracas y liebres.
El tipo de vegetación que domina el territorio del Municipio es el de matorral sub-montano, matorral espinoso, mezquital, pastizal inducido, pequeñas áreas de agricultura de riego y de temporal que tienden a desaparecer ante la demanda de suelo urbano.

## Demografía
Ciudad General Escobedo cuenta en 2020 con una población de 454 957 habitantes según datos del XIV censo de población del Instituto Nacional de Estadística y Geografía (INEGI) representando un aumento de 102 513 habitantes respecto al censo del 2010. Es por su población la 4° ciudad más poblada de Nuevo León solo por debajo de Monterrey, Guadalupe y Ciudad Apodaca. Asimismo es la 36° ciudad más poblada de México.
Experimentó un crecimiento poblacional desmedido a partir de la década de 1980 cuando de ser una comunidad rural que apenas superaba los 2,000 habitantes es en la actualidad una moderna urbe que se acerca al medio millón de habitantes a consecuencia del crecimiento exponencial de la mancha urbana de la Zona Metropolitana de Monterrey.
| Gráfica de evolución demográfica de General Escobedo entre 1900 y 2020                            |
|                                                                                                   |
| Población de los censos del Instituto Nacional de Estadística y Geografía (INEGI) de 1900 a 2020. |

## Escudo de armas
Escudo en forma portuguesa o francesa, con escusón, bordura y yelmo en la parte superior con divisa en la parte inferior. Cuartel diestro superior: Representación cultural. Templo de San Nicolás de Bari.
Cuartel siniestro superior: León rampante, lampazado y coronado sobre fondo de azul. Cuartel diestro inferior: Representación del monumento a don Mariano Escobedo, en cuyo honor se dio nombre al Municipio. Cuartel siniestro inferior: Representación geográfica y de actividad económica. El cerro Topo Chico, industria, agricultura y ganadería.
Escudón: Un libro que simboliza la educación y la cultura. Bordura: Años de elevación a Villa 1868 y de elevación a ciudad, 1982. En su parte superior la fecha 24 de febrero para simbolizar la celebración de su fundación. En su parte inferior el nombre del municipio General Escobedo, N.L. Divisa: Se muestra el lema: "TRABAJO Y ARRAIGO"

## Desarrollo urbano
La ciudad está experimentando un crecimiento constante como resultado de la instalación de parques industriales, la apertura de grandes centros comerciales y nuevos fraccionamientos tanto de vivienda popular como media. El crecimiento urbano de General Escobedo es mixto, al haber nuevas zonas habitacionales, comerciales y la instalación de diversas industrias.
Las nuevas zonas habitacionales han generado una notoria segregación. Cierto nivel de construcciones no se integran con el resto de la ciudad y se han cerrado calles para impedir la integración con el resto. Es muy común observar que los nuevos desarrollos habitacionales son cerrados e inclusive con las vías públicas controladas por servicios privados de seguridad para dar a los nuevos residentes una sensación de seguridad y exclusividad, impidiendo el libre tránsito y el uso de los espacios públicos del resto de la población.
El fenómeno del crecimiento rápido y desorganizado es consecuencia del gran aumento demográfico del área metropolitana de Monterrey, la ciudad ha pasado en menos de 30 años de ser una comunidad rural a una urbana.

## Economía
Las actividades económicas más importantes son la manufactura, la agricultura y ganadería.
La ciudad cuenta con una muy buena red de caminos, es un paso obligado para el transporte de mercancías hacia la frontera con Estados Unidos, las carreteras hacia Nuevo Laredo y Colombia (Nuevo León) atraviesan el municipio. Además la ciudad está conectada con un libramiento vial para la carretera a Saltillo y por su territorio pasa la carretera hacia la importante ciudad de Monclova (Coahuila). Cuenta además con estaciones de Ferrocarril. Su infraestructura de transporte aumentó con la construcción de la extensión de la línea 2 del metro (Metrorrey) que la conecta rápidamente con San Nicolás de los Garza y Monterrey.

## Turismo
Uno de sus principales atractivos es el área del Centro Artesanal La Hacienda, popularmente conocida como "Los Cavacitos" (en alusión al centro artesanal "Los Cavazos" en Santiago, Nuevo León) en el cual encontrará artesanías en barro en cerámica en yeso y madera además de artículos de forja para decoración. Cuentan con un área de comida donde se vende el tradicional pan de elote así como antojitos mexicanos.
El Museo Histórico Escobedo es otro sitio de interés donde se narra la historia del municipio y la Presidencia municipal, donde se exhiben acuarelas que representan diferentes eventos históricos del municipio. 
Además se puede visitar el Monumento al General Mariano Escobedo, en plaza de los Fundadores, ubicada sobre avenida Sendero, entre carretera a Colombia y Manuel L. Barragán frente a plaza Sendero Escobedo.
Cuenta con múltiples comercios, tanto nacional como internacionalmente, además de modernos centros comerciales entre otros tantos atractivos.

## Política

### Cronología de los Presidentes Municipales
- Merced González-1916 - 1917
- Benigno Villarreal-1918
- Atilano González-1919
- Félix C.Cantú-1920
- Carmen Elizondo-1923 - 1924
- Merced González-1925 - 1926
- Atilano González-1927 - 1928
- Esteban Villarreal-1929 - 1930
- Merced González-1931 - 1932
- Donato Elizondo-1933 - 1934
- Manuel Peña-1934 - 1935
- Melquiades Álvarez-1935 - 1936
- Benito V. Villarreal-1936 - 1938
- Luciano Estrada-1938 - 1940
- Margarito Villarreal-1940 - 1942
- Jesús Elizondo Saldaña-1942 - 1944
- Bonifacio Villarreal-1945
- José Ayala Villarreal-1945 - 1948
- Marcelo Villarreal-1948 - 1951
- onardo Ramírez V.-1951 - 1954
- Francisco Flores G.-1954 - 1957
- Julián Domínguez Valdés-1957 - 1960
- Jesús Ayala López-1960 - 1963
- Leopoldo Cárdenas L.-1963 - 1966
- Leonardo Villarreal L.-1966 - 1969
- Héctor J. Ayala Villarreal-1969 - 1971
- José Morales Cárdenas-1971 - 1973
- Dr. Francisco Ramírez Suárez-1973 - 1974
- Sergio Elizondo Chapa-1974 - 1976
- Alfonso Ayala Villareal-1976 - 1979
- Eulalio Villarreal-1979 - 1982
- Donato Chávez-1982 - 1985
- Leonel Chávez Rangel-1985 - 1988
- Eulalio Villarreal-1988 - 1991
- Abel Guerra Garza-1991 - 1994
- Jesús Martínez Martínez-1994 - 1997
- Abel Guerra Garza-1997 - 2000
- Leonel Chávez Rangel-2000 - 2003
- Fernando Rafael Margáin Santos-2003 - 2006
- Margarita Martínez López-2006 - 2009
- Clara Luz Flores Carrales-2009 - 2012
- César Gerardo Cavazos Caballero-2012 - 2015
- Clara Luz Flores Carrales-2015 - 2018
- Clara Luz Flores Carrales-2018 - 2021
- Andrés Concepción Mijes Llovera-2021 - 2024

## Lectura adicional
- Garza Guajardo, Juan Ramón (2006). Escobedo: ciudad con destino. Universidad Autónoma de Nuevo León. Archivado

- Datos: Q778941